# Mount Hodges
Mount Hodges är ett berg i Sydgeorgien och Sydsandwichöarna (Storbritannien). Det ligger i den nordvästra delen av Sydgeorgien och Sydsandwichöarna. Toppen på Mount Hodges är 605 meter över havet.
Terrängen runt Mount Hodges är kuperad. Havet är nära Mount Hodges åt nordost.  Trakten runt Mount Hodges är nära nog obefolkad, med mindre än två invånare per kvadratkilometer.